# Boo Weekley
Thomas Brent „Boo“ Weekley (* 23. Juli 1973 in Milton, Florida) ist ein US-amerikanischer Profigolfer der PGA TOUR.

## Werdegang
Weekley wurde im Jahr 1997 Berufsgolfer und spielte zunächst auf kleineren Turnierserien. 2002 qualifizierte er sich für die PGA TOUR, konnte sich aber nicht behaupten und bespielte von 2003 bis 2006 die zweitgereihte Nationwide Tour. 2007 erreichte er wieder die Spielberechtigung für die PGA TOUR und seither gelangen Weekley drei Turniersiege. Er gewann die Verizon Heritage sowohl 2007 als auch 2008 und stieß damit vorübergehend in die Top 50 der Golfweltrangliste vor, was ihm die Startberechtigung bei Majors und den hochdotierten Events der World-Golf-Championships-Turnierserie zusicherte.
Weekley vertrat die Vereinigten Staaten gemeinsam mit Heath Slocum beim World Cup 2007 im Mission Hills Golf Club. Die beiden scheiterten erst im Stechen an Schottland und belegten den zweiten Platz. 2008 spielte er erstmals im Ryder Cup Team der USA, welches den ersten Pokalgewinn seit 1999 verbuchen konnte.
Seinen Spitznamen Boo verdankt er der Zeichentrickfigur Boo Boo, einem Bären aus der TV-Serie Yogi Bär.

## PGA Tour Siege
- 2007 Verizon Heritage
- 2008 Verizon Heritage
- 2013 Crowne Plaza Invitational at Colonial

## Andere Turniersiege
- 2010 Wendy’s 3-Tour Challenge (mit Dustin Johnson und Bubba Watson)

## Ergebnisse bei Major Championships
| Tournament            | 2007 | 2008 | 2009 | 2010 | 2011 | 2012 | 2013 | 2014 | 2015 |
| --------------------- | ---- | ---- | ---- | ---- | ---- | ---- | ---- | ---- | ---- |
| The Masters           | DNP  | T20  | CUT  | DNP  | DNP  | DNP  | DNP  | CUT  | DNP  |
| U.S. Open             | T26  | T26  | CUT  | DNP  | DNP  | DNP  | CUT  | 66   | DNP  |
| The Open Championship | T35  | CUT  | T13  | DNP  | DNP  | DNP  | T58  | CUT  | DNP  |
| PGA Championship      | T9   | T20  | T36  | CUT  | DNP  | DNP  | T12  | WD   | T37  |

WD = aufgegeben

DNP = nicht teilgenommen

CUT = Cut nicht geschafft

„T“ geteilte Platzierung

Grüner Hintergrund für Sieg 

Gelber Hintergrund für Top 10

## Teilnahmen an Mannschaftsbewerben
- World Cup: 2007
- Ryder Cup: 2008 (Sieger)